# 新・七つの大罪
『新・七つの大罪』（しん・ななつのたいざい、Les Sept Péchés capitaux）は、1962年製作・公開のフランス・イタリア合作のオムニバス映画である。

## 概要
エドゥアルド・デ・フィリッポ、ジャン・ドレヴィル、イヴ・アレグレ、ロベルト・ロッセリーニ、カルロ・リム、クロード・オータン＝ララ、ジョルジュ・ラコンブという7人のフランスとイタリアの映画監督が取り組んだ、1952年のオムニバス映画『七つの大罪』からちょうど10年が経過した1962年、新進気鋭のヌーヴェルヴァーグの映画監督たちを中心に、同じテーマ、キリスト教の「七つの大罪」を描きなおそうという企画である。
本作の布陣は、劇作家ウジェーヌ・イヨネスコの戯曲をテレビ映画化したことのあるシルヴァン・ドム、リノ・ヴァンチュラ主演の『彼奴を殺せ』（1959年）で知られるエドゥアール・モリナロ、ジャン＝ピエール・カッセル主演の『恋のゲーム』（1960年）で長篇デビューしたフィリップ・ド・ブロカ、『ローラ』（1961年）で長篇デビューしたジャック・ドゥミ、『女は女である』（1961年）を撮った直後のジャン＝リュック・ゴダール、若妻ブリジット・バルドーを1作でスターにした『素直な悪女』（1956年）のロジェ・ヴァディム、『いとこ同志』（1959年）で第9回ベルリン国際映画祭金熊賞を受賞したクロード・シャブロルの7人である。

## ストーリー

### 1.『怒りの罪』La Colère
- 監督 : シルヴァン・ドム

とある平和な日曜日、とある夫（ドミニク・パチュレル）と妻（マリー＝ジョゼ・ナット）の朝食のスープに一匹のハエがいた。そのことで夫婦の「怒り」は爆発し、その怒りが隣家に、町中に、そして世界に波及し、原爆が爆発した。

### 2.『羨みの罪』L'Envie
- 監督 : エドゥアール・モリナロ

とある片田舎の小さなホテルに宝石をたくさん身に着けたスターのリタ（ジュヌヴィエーヴ・カジル）が宿泊した。ホテルの従業員のロゼット（ダニー・サヴァル）は、宝石に目が眩み「羨み」でいっぱいになる。ロゼットは、やがてリタの愛人ジャスマン氏（ジャック・モノー）の寵愛を受けるようになり、客としてそのホテルに現れる。

### 3.『大食いの罪』La Gourmandise
- 監督 : フィリップ・ド・ブロカ

親戚が消化不良が原因で死んだ旨の電報を受け、ヴァランタン（ジョルジュ・ウィルソン）一家は自家用車にたくさんの食料を積み込み、その葬式にでかける。ヴァランタンたちは、少し走っては休んで食事にし、少し走っては飲み、そのおかげで「大食い」一家は、葬式には間に合わなかった。

### 4.『淫乱の罪』La Luxure
- 監督 : ジャック・ドゥミ

ジャック（ロラン・テルジェフ）は、ヒエロニムス・ボスの裸婦画集を見てしまったおかげで、街を歩いても、目の前の女性たちの裸体を思わず想像し、妄想上の「淫乱」に耽溺してしまう。

### 5.『怠けの罪』La paresse
- 監督 : ジャン＝リュック・ゴダール

レミー・コーションで人気のスター俳優エディ・コンスタンティーヌ（本人）は、新人女優のニコール・ミレル（本人）がいくら誘惑しても、一向になびかない。その理由はエディの強烈な「怠け」精神であった。

### 6.『傲慢の罪』L'Orgueuil
- 監督 : ロジェ・ヴァディム

カトリーヌ（マリナ・ヴラディ）とその夫（ジャン＝ピエール・オーモン）には、それぞれ若い男（サミ・フレー）、若い女（ミシェル・ジラルドン）の愛人がいる。カトリーヌは若い男とのパリへの逃避行の話に盛り上がるが、夫が若い女との電話を立ち聞きし、「傲慢」の心から妻は若い男をすっぽかし、つまらぬ夫の元にもどるはめになる。

### 7.『貪欲の罪』L'Avarice
- 監督 : クロード・シャブロル

パリの工科学校の学生25人が2,000フランずつ拠出して、あこがれの娼婦シュゾン（ダニエル・バロー）を5万フランでだれか1人が買うという籤を開いた。アントワーヌ（ジャック・シャリエ）が当選し、シュゾンに会いに行く。シュゾンは感激し、料金を無料にするというが、戻ってきたのはアントワーヌが出した分の2,000フランだけであった。